# Tupinambá (langue)
Cet article concerne la langue tupinamba. Pour le peuple tupinamba, voir Tupinamba.
Le tupinambá est une langue tupi parlée au Brésil dans les régions côtières s'étendant de São Paulo à l'embouchure de l'Amazone. La langue est éteinte.

## Histoire de la langue

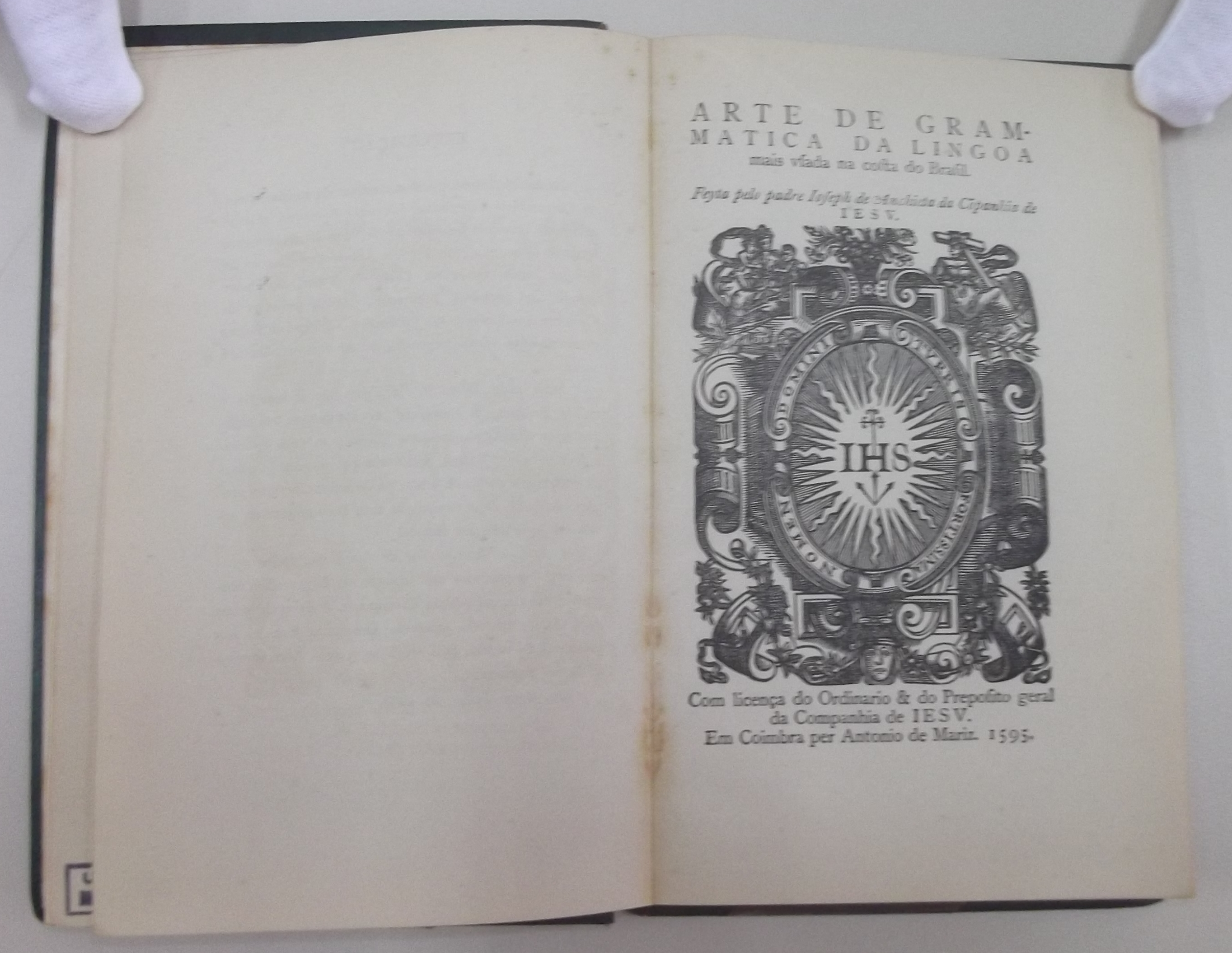
José de Anchieta's Arte de gramática da língua mais usada na costa do Brasil, Ed. da Bibliotéca Nacional do Rio de Janeiro, Rio de Janeiro, Imprensa Nacional, 1933. (Facsimilé de l'édition de 1595)

Le tupinambá était la langue des Indiens Tupinambas, rencontrés par les Portugais, quand ils arrivent au Brésil, en 1500. L'importante zone géographique (tout le long de la côte atlantique) où était parlée la langue, donne l'impression aux colonisateurs que le tupinambá est la langue généralement parlée par les Amérindiens du Brésil. Les jésuites écrivent des grammaires, José de Anchieta en 1595 et Figueira en 1621. Ce dernier le nomme « língua Brasílica ».
Au XVIe siècle, les Portugais, peu nombreux, épousent fréquemment des femmes tupinambas. La langue parlée au domicile est le tupinambá, qui, au XVIIIe siècle, est appelé « língua geral », la 'langue générale'.
Avec l'expansion portugaise vers l'Amazonie, le tupinambá donne naissance à une autre langue, le nheengatu qui existe toujours.

## Classification
Le tupinambá est une langue tupi-guarani de la branche III, dans la classification de Rodrigues (2007). 

## Phonologie
Les tableaux présentent la phonologie du tupinambá.

### Voyelles
|         | Antérieure | Centrale | Postérieure |
| ------- | ---------- | -------- | ----------- |
| Fermée  | i [i]      | ɨ [ɨ]    | u [u]       |
| Moyenne | e [e]      |          | o [o]       |
| Ouverte |            | a [a]    |             |

Les voyelles ont des équivalents nasalisés.

### Consonnes
|              |              | Bilabiale | Dentale | Palatale | Vélaire | Glottale |
| ------------ | ------------ | --------- | ------- | -------- | ------- | -------- |
| Occlusives   | Sourdes      | p [p]     | t [t]   |          | k [k]   | ʔ [ʔ]    |
| Occlusives   | Sonores      | b [b]     |         |          |         |          |
| Fricatives   | Fricatives   |           | s [s]   | š [ʃ]    |         |          |
| Nasales      | Nasales      | m [m]     | n [n]   |          | ŋ [ŋ]   |          |
| Roulée       | Roulée       |           | r [r]   |          |         |          |
| Semi-voyelle | Semi-voyelle | w [w]     |         | y [j]    |         |          |